# 西本愿寺 (上海)
西本愿寺是20世纪上半叶日本佛教净土宗本愿寺派在上海公共租界北区设立的一所寺庙，现在的地址为上海虹口区乍浦路455号。
1906年，西本愿寺继东本愿寺之后，也在上海设立别院，向中国人传教。初期地址在文监师路114号（今塘沽路）。1931年，西本愿寺迁址乍浦路、武进路，由冈野重久设计，建成一幢印度风格的白色花岗石寺院，特点是巨大的半圆形拱券及日式浮雕（莲花、禽鸟 ）。寺内曾存有大量日本人的骨灰罐，还曾建有9层高的佛塔 。
二战结束后，西本愿寺作为敌性寺庙予以取缔，寺房改作他用。1948年，经上海市参议会决议，拟改为上海忠烈祠。1999年被指定为上海市优秀历史建筑。曾用作虹口区健身房及梦幻柔情舞厅。